# 암스테르담 메트로

암스테르담 메트로의 노선도

암스테르담 메트로(네덜란드어: Amsterdamse metro)는 네덜란드 암스테르담을 달리는 도시 철도 시스템이다.